# 舍尔将军号装甲舰
舍尔海军上将號裝甲艦（德語：Admiral Scheer）是納粹德國海軍的一艘德国級裝甲艦（德國將其劃分為裝甲艦，英國則稱它們為「袖珍戰艦」，另外還有被劃分為重巡洋艦的爭議）。該艦名字取自於德國一戰的公海艦隊司令—海軍上將萊因哈特·舍爾。

## 歷史
舍尔海军上将號於1933年4月1日下水，並由萊因哈特·席爾上將的女兒—瑪里安娜·貝瑟勒（Marianne Besserer）為該艦命名。
二戰期間，舍尔海军上将號在特奥多尔·克朗克（Theodor Krancke）上校的指揮下，成了戰爭中最成功的通商破壞艦，最遠還巡弋到印度洋。在戰爭即將結束時，停靠於基爾港的席爾將軍號被英國皇家空軍轟炸，傾覆並沉沒。戰後，該艦部份被打撈，並將其船體拆毀，把埋在瓦礫堆下的部份船身與碼頭填起，變成了一座停車場。

### 西班牙內戰

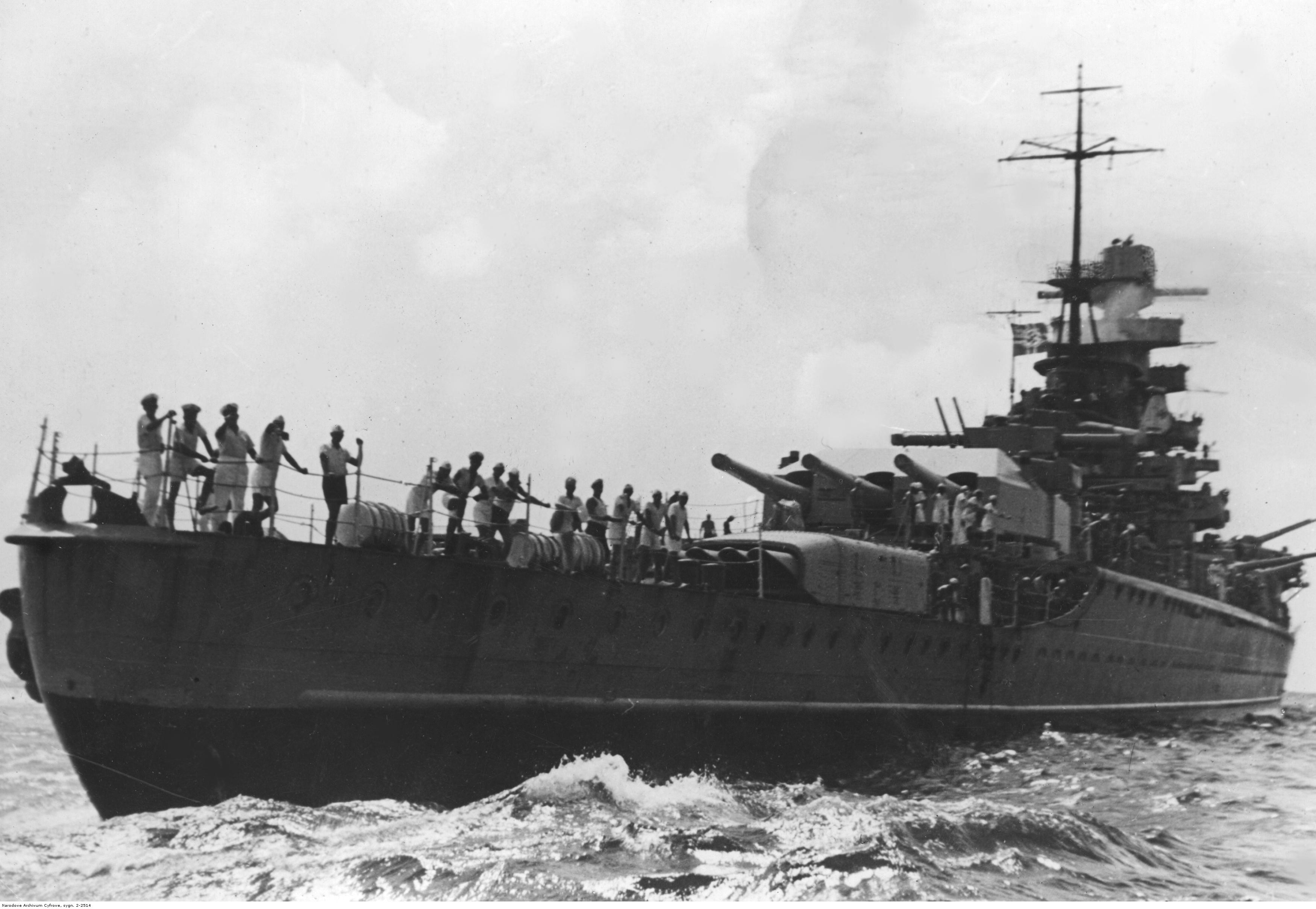
舍尔将军号的水手们

舍尔海军上将號的首次任務為1936年7月，被派到西班牙疏散被西班牙內戰捲入的德國平民。它還暗中監視載滿武器、援助共和政府的蘇聯船隊以及保護運輸武器給國民軍的德國船隻。1937年5月31日，舍尔海军上将號砲轟了共和軍於阿尔梅里亚的軍事設施，以報2天前共和軍飛機轟炸其姊妹艦德国號之仇。到了1938年6月末，它已結束了8次的部署任務。
在接近部署於西班牙的任務結束前，舍尔海军上将號於1938年4月被作為一個投票所，專給就讀於羅馬的圣玛利亚灵魂之母堂（Santa Maria dell'Anima）學院的德國與奧地利神職人員與學生海外投票權，處理德奧合併的議題。因此席爾將軍號停泊於義大利的加埃塔港內。與德國預期之結果相反，當地有90％的選票否決德奧合併，此事件當時還被稱作「加埃塔之恥」（意大利语：Vergogna di Gaeta；德语：Schande von Gaeta）。

### 第二次世界大戰

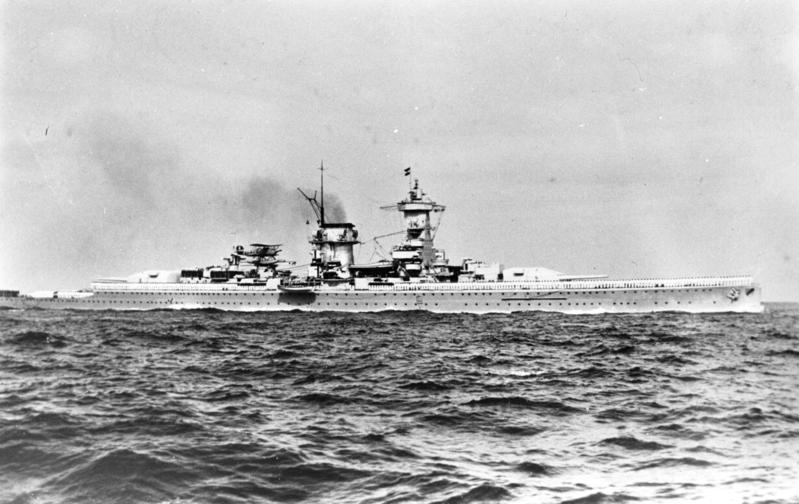
航行中的舍尔海军上将號

舍尔海军上将號於1939年9月開始了它首次的二戰生涯，但隨即在威廉港就被英國皇家空軍的布倫亨式轟炸機攻擊。它被擊中了3枚炸彈，但均未造成嚴重的傷害，艦上的高射炮也擊落4架轟炸機。之後舍尔海军上将號進行了一次徹底的檢修，而它的姊妹艦則出航進行海上破交戰。德国號在回程時擊沉了2艘船，但斯比伯爵將軍號在擊沉9艘船後就被英國皇家海軍發現並給予重創，之後在拉普拉塔河口海战後自行鑿沉于蒙得维的亚港。雖然這些裝甲艦並未取得很大的成果，但已證實了海上通商破壞戰的概念。舍尔海军上将號於1940年前幾個月被改良，原本很重的裝甲指揮塔換裝成傳統矮艦橋搭配桅杆的樣式，並在同年7月重新劃分為重巡洋艦。
舍尔海军上将號於1940年10月14日巡弋時，海軍的B-Dienst機關以雷達攔截到了一支船團，從而成為舍尔海军上将號的第一個目標—從加拿大新斯科舍哈利法克斯港出航的HX-84船團。舍尔海军上将號於1940年11月5日發射水上飛機找到船團的位置，並相信其無護衛艦護航，於是舍尔海军上将號出發前去攻擊。然而，當船團出現於海上地平線時，有一艘船脫離船團並挑戰了舍尔海军上将號。該船為由愛德華·芬根上校所指揮的傑維斯灣號（Jervis Bay），是一艘武裝商船，也是該船團唯一一艘護衛艦。由於盟軍戰艦的數量不足，在戰爭初期階段，船團只有在最後3天的航行里才有驅逐艦保護。因此傑維斯灣號完全處於劣勢，但德國船艦必須優先攻擊已放出煙霧、試圖分散逃走的船團。舍尔海军上将號成功地開火擊沉5艘船隻，並使聖·德梅特里奧號油輪著火，但該船在傑維斯灣號的犧牲保護下成功即時搶救。這次的攻擊行動使得英國皇家海軍司令部改變政策，大型船團必須在戰鬥艦或戰鬥巡洋艦的護衛下才能航行，此舉影響了皇家海軍許多艦隻往後的任務角色。
皇家海軍派遣多艘船艦去搜捕舍尔海军上将號，但它成功南下逃脫並與補油艦諾德馬克號（Nordmark）會合。在之後2個月裡，舍尔海军上将號又擊沉了數艘船，繳獲其補給品與戰俘，之後又將戰俘轉到諾德馬克號上。之後它在中大西洋上度過了1940年的聖誕節，之後又經過幾百浬的航程，通過特里斯坦-达库尼亚群岛，於1941年2月進入印度洋。之後它又發現了另外2艘目標船，但它們其中一艘設法發出了求救信號，召來了英國巡洋艦支援。而舍尔海军上将號設法擊沉了一艘運煤船後逃入大西洋。克朗克上校向北航行，通過丹麥海峽並最終於1941年4月1日回到了基爾港，此行共航行了85,000公里和擊沉16艘商船。
舍尔海军上将號後來一直待在港內，直到1942年7月2日出擊攔截援蘇的北極船團—PQ 17船團，但該行動失敗。1942年8月，它駛入北冰洋狩獵船團，並發起仙境作戰（Unternehmen Wunderland）以建立德國海軍在蘇聯海域的制海權。舍尔海军上将號於8月25日砲擊位於熱拉尼亞海角的蘇聯氣象站，並擊沉一艘武裝的破冰船亞歷山大·西比里亞科夫號（Aleksandr Sibiryakov），但並未於該地區搜索到其他船團。該破冰船設法發出信號給迪克森上的駐軍。席爾將軍號因此移動位置，並開火攻擊狄克森的港口以及駐軍。當地的衛戍部隊隨即反擊，以一座老式榴彈砲對舍尔海军上将號開火，但僅造成輕傷。舍尔海军上将號最後被召回，沒有擊沉該港的船隻，但給予黛什涅夫號（Dezhnev）和革命者號（Revolutsioner）兩艘停泊於該處的船隻重創。之後該艦並未發現其他盟軍船團而回到了那維克，其後更因為喀拉海上的大霧與惡劣天氣而無發現可攻擊的目標。

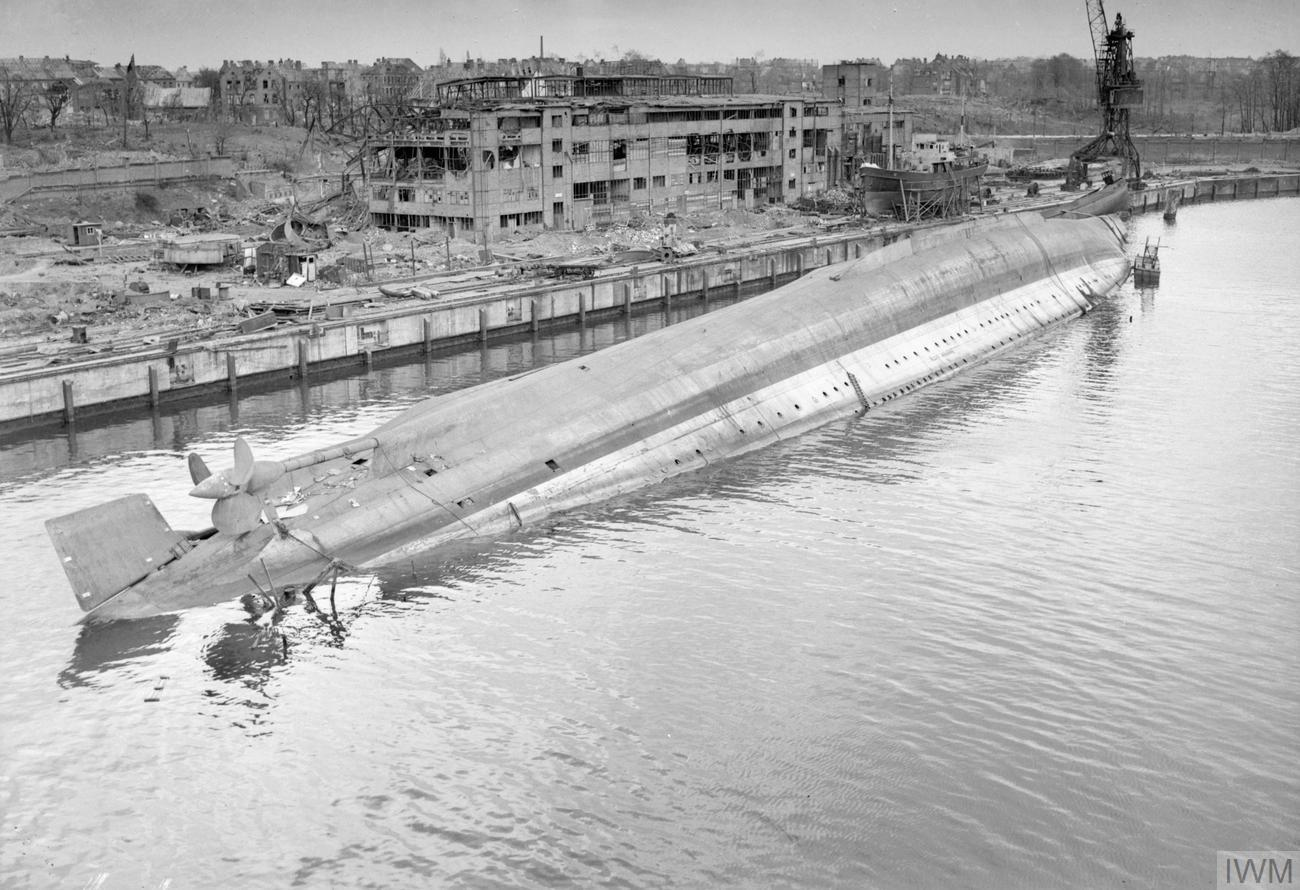
1945年4月9日至10日晚，舍尔将军号在基尔的码头上遭到英国皇家空军集团的袭击，遭到炸弹袭击后倾覆

在經過希特勒對德國海軍水面艦隊的憤怒與將海軍總司令埃里希·雷德尔元帥撤換為卡尔·邓尼茨上將後，德國海軍水面艦隊就很少離開港口出戰了。1944年秋，舍尔海军上将號替波羅的海索爾夫半島上的德國陸軍火力支援進行撤退工作。在1945年1月至2月期間，它一直進行對沿海的砲擊行動，但在3月時砲管受損而撤回了基爾。1945年4月9日當晚，英國皇家空軍以超過300架飛機對船塢進行轟炸，舍尔海军上将號被擊中後傾覆沉沒，大部分的艦上官兵都獲救，但仍有32人陣亡。戰後，舍尔海军上将號的部份船體被打撈，並成為了基爾港的一部分。

## 擊沉與俘虜的船隻
| 日期           | 船名                      | 隸屬國        | 排水量 | 結果         |
| -------------- | ------------------------- | ------------- | ------ | ------------ |
| 1940年11月5日  | 客輪 Mopan                | 英國          | 5,389  | 沉沒         |
| 1940年11月5日  | 傑維斯灣號                | 英國 武裝商船 | 14,164 | 於戰鬥中沉沒 |
| 1940年11月5日  | 客輪 Maidan               | 英國          | 7,908  | 沉沒         |
| 1940年11月5日  | 客輪 Trewellard           | 英國          | 5,201  | 沉沒         |
| 1940年11月5日  | 客輪 Kenbane Head         | 英國          | 5,225  | 沉沒         |
| 1940年11月5日  | 客輪 Beaverford           | 英國          | 10,142 | 沉沒         |
| 1940年11月5日  | 客輪 Fresno City          | 英國          | 4,955  | 沉沒         |
| 1940年11月24日 | 客輪 Port Hobart          | 英國          | 7,448  | 沉沒         |
| 1940年12月1日  | 客輪 Tribesman            | 英國          | 6,242  | 沉沒         |
| 1940年12月17日 | 客輪 Duquesa              | 英國          | 8,651  | 被俘         |
| 1941年1月17日  | 客輪 Sandefjord           | 挪威          | 8,083  | 被俘         |
| 1941年1月20日  | 客輪 Barneveld            | 荷蘭          | 5,597  | 沉沒         |
| 1941年1月20日  | 客輪 Stanpark             | 英國          | 5,103  | 沉沒         |
| 1941年2月20日  | 客輪 British Advocate     | 英國          | 6,994  | 被俘         |
| 1941年2月20日  | 客輪 Grigorios C.         | 希臘          | 2,546  | 沉沒         |
| 1941年2月21日  | 客輪 Canadian Cruiser     | 英國          | 6,992  | 沉沒         |
| 1941年2月22日  | 客輪 Rantau Pandjang      | 荷蘭          | 2,542  | 沉沒         |
| 1942年8月25日  | 客輪 Aleksandr Sibiryakov | 蘇聯          | 1,384  | 於戰鬥中沉沒 |

## 資料來源
1. 1 2  .   [2010-08-09]. （原始内容存档于2010-08-24）.
2. 1 2 3 4 5 6 7 8 9  .   [2010-08-09]. （原始内容存档于2021-05-07）.
3. ↑  .   [2010-08-16]. （原始内容存档于2020-02-17）.
4. ↑  .   [2010-08-09]. （原始内容存档于2012-04-15）.
5. ↑  .   [2010-08-16]. （原始内容存档于2020-04-06）.
6. ↑  .   [2010-08-16]. （原始内容存档于2011-06-07）.
7. ↑  .   [2010-08-16]. （原始内容存档于2016-03-03）.

## 外部連結
- Deutschland-Class.dk Admiral Scheer
- German-Navy.de Admiral Scheer （页面存档备份，存于）
- Maritimequest Admiral Scheer photo gallery （页面存档备份，存于）